# 2338 Bokhan
2338 Bokhan este un asteroid din centura principală, descoperit pe 22 august 1977 de Nikolai Cernîh.